# Перевага в русі
Перевага — право на першочерговий рух стосовно інших учасників дорожнього руху.